# Leichtathletik-Europameisterschaften 2018/5000 m der Männer

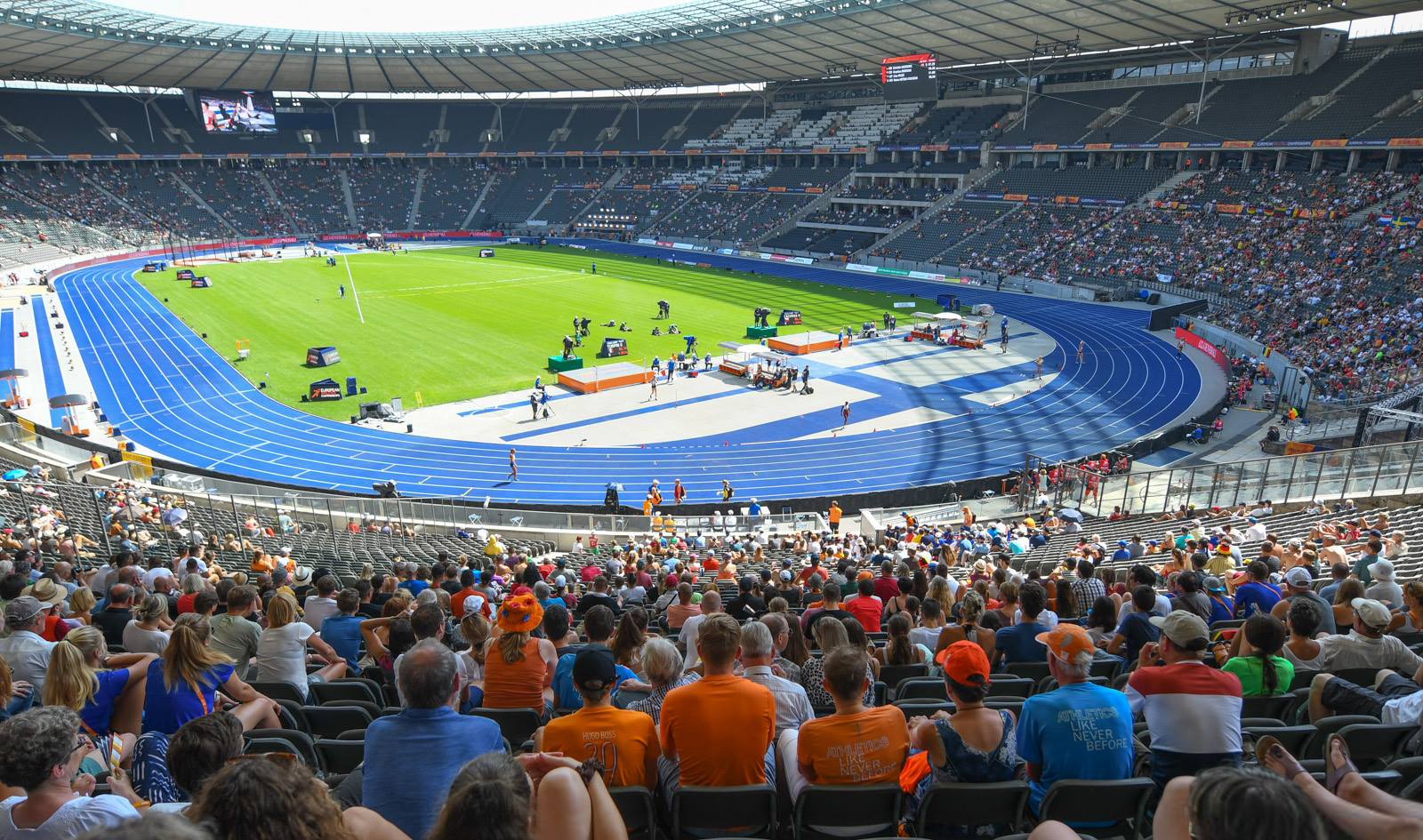
Das Berliner Olympiastadion am 9. August 2018

Der 5000-Meter-Lauf der Männer bei den Leichtathletik-Europameisterschaften 2018 fand am 11. August im Olympiastadion in der deutschen Hauptstadt Berlin statt.
Europameister wurde der Norweger Jakob Ingebrigtsen. Er siegte vor seinem Bruder Henrik Ingebrigtsen. Der Franzose Morhad Amdouni gewann die Bronzemedaille.

## Bestehende Rekorde
| Weltrekord           | 12:37,35 min | Kenenisa Bekele  | Hengelo, Niederlande         | 31. Mai 2004    |
| Europarekord         | 12:49,71 min | Mohammed Mourhit | Brüssel, Belgien             | 25. August 2000 |
| Meisterschaftsrekord | 13:10,15 min | Jack Buckner     | EM Stuttgart, BR Deutschland | 31. August 1986 |

Das Rennen war im gesamten Verlauf auf eine Spurtentscheidung ausgerichtet. So war das Tempo nicht allzu hoch und der bestehende EM-Rekord wurde nicht erreicht. Die Siegerzeit des norwegischen Europameisters Jakob Ingebrigtsen von 13:17,06 min lag um 6,91 s über dem Rekord. Zum Europarekord fehlten 27,77 s, zum Weltrekord 39,71 s.

## Durchführung
Bei nur 24 Startern wurden keine Vorläufe angesetzt, alle Teilnehmer traten gemeinsam zum Finale an.

## Legende
Kurze Übersicht zur Bedeutung der Symbolik – so üblicherweise auch in sonstigen Veröffentlichungen verwendet:
| EU20R | U20-Europarekord                         |
| PB    | Persönliche Bestleistung                 |
| DNF   | Wettkampf nicht beendet (did not finish) |
| DSQ   | disqualifiziert                          |
| DOP   | wegen Dopingvergehens disqualifiziert    |
| IWR   | Internationale Wettkampfregeln           |
| TR    | Technische Regeln                        |

## Ergebnis

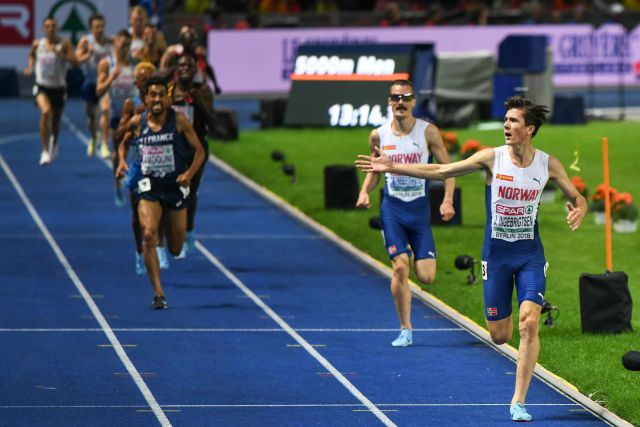
Doppelsieg für die Brüder Jakob und Henrik Ingebrigtsen

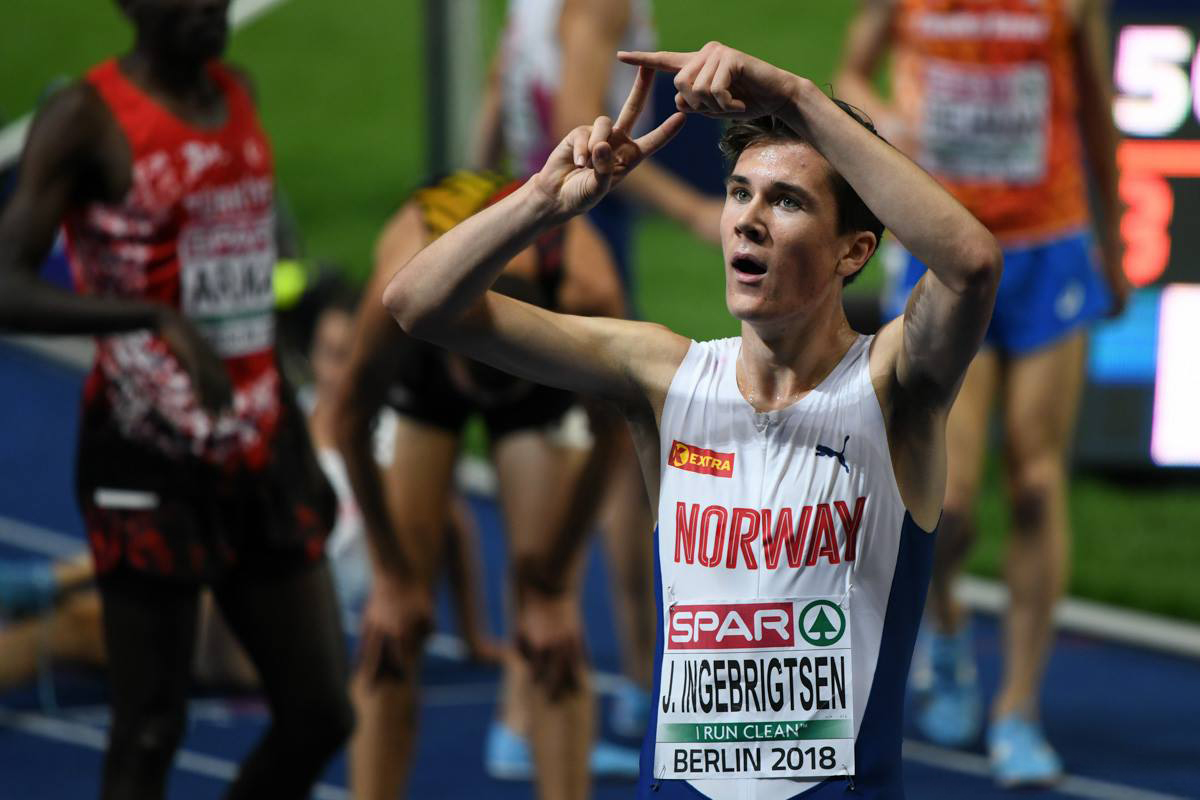
Zweiter EM-Titel für Jakob Ingebrigtsen

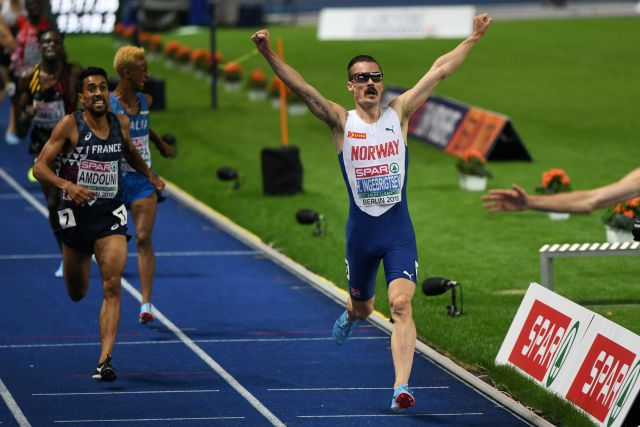
Vizeeuropameister Henrik Ingebrigtsen beim Zieleinlauf

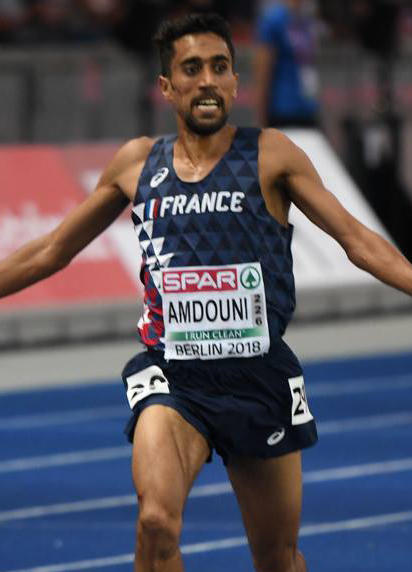
Bronzemedaillengewinner Morhad Amdouni nach Überqueren der Ziellinie bei seinem Sieg über 10.000 Meter vier Tage zuvor

11. August 2018, 20:55 Uhr
| Platz | Athlet              | Land                        | Zeit (min)                         |
| ----- | ------------------- | --------------------------- | ---------------------------------- |
|       | Jakob Ingebrigtsen  | Norwegen                    | 0013:17,06 EU20R                   |
|       | Henrik Ingebrigtsen | Norwegen                    | 0013:18,75                         |
|       | Morhad Amdouni      | Frankreich                  | 0013:19,14 SB                      |
| 04    | Yemaneberhan Crippa | Italien                     | 0013:19,85                         |
| 05    | Marc Scott          | Großbritannien              | 0013:23,14 SB                      |
| 06    | Polat Kemboi Arıkan | Türkei                      | 0013:23,42 SB                      |
| 07    | Rinas Achmadejew    | Authorised Neutral Athletes | 0013:24,43 PB                      |
| 08    | Julien Wanders      | Schweiz                     | 0013:24,79 PB                      |
| 09    | Chris Thompson      | Großbritannien              | 0013:25,11 SB                      |
| 10    | Soufiane Bouchikhi  | Belgien                     | 0013:25,22                         |
| 11    | Ben Connor          | Großbritannien              | 0013:25,31 PB                      |
| 12    | Florian Carvalho    | Frankreich                  | 0013:28,08                         |
| 13    | Antonio Abadía      | Spanien                     | 0013:34,25                         |
| 14    | Kaan Kigen Özbilen  | Türkei                      | 0013:35,31 SB                      |
| 15    | Robin Hendrix       | Belgien                     | 0013:36,15                         |
| 16    | Juan Antonio Pérez  | Spanien                     | 0013:37,07                         |
| 17    | Florian Orth        | Deutschland                 | 0013:37,46                         |
| 18    | Marcel Fehr         | Deutschland                 | 0013:37,66                         |
| 19    | Andreas Vojta       | Österreich                  | 0013:42,75 SB                      |
| 20    | Ben Rainero de Haan | Niederlande                 | 0013:42,95                         |
| 21    | Jonas Raess         | Schweiz                     | 0014:01,14                         |
| 22    | Ramazan Özdemir     | Türkei                      | 0014:03,63                         |
| DNF   | Adel Mechaal        | Spanien                     |                                    |
| DSQ   | Isaac Kimeli        | Belgien                     | IWR 163, TR17.3.2 – Bahnübertreten |

| Zwischenzeiten      | Zwischenzeiten | Zwischenzeiten                                   | Zwischenzeiten |
| Zwischenzeit- Marke | Zwischenzeit   | Führende(r)                                      | 1000-m-Zeit    |
| ------------------- | -------------- | ------------------------------------------------ | -------------- |
| 1000 m              | 2:42,56 min    | Antonio Abadía vor dem geschlossenen Feld        | 2:42,56 min    |
| 2000 m              | 5:24,25 min    | Florian Carvalho vor dem geschlossenen Feld      | 2:41,69 min    |
| 3000 m              | 8:04,91 min    | Julien Wanders in 17-köpfiger Führungsgruppe     | 2:40,66 min    |
| 4000 m              | 10:48,34 min   | Jakob Ingebrigtsen in 14-köpfiger Führungsgruppe | 2:43,75 min    |
| 5000 m              | 13:17,06 min   | Jakob Ingebrigtsen                               | 2:28,72 min    |

## Wettbewerbsverlauf
Bei 24 Teilnehmern im 5000-Meter-Lauf waren keine Vorläufe vonnöten, so wurden alle Athleten gemeinsam auf die Strecke geschickt. Obwohl der Wettbewerb zeitlich sehr nahe am Rennen über 1500 Meter lag – das Finale über die Mittelstrecke hatte tags zuvor stattgefunden, waren mit Jakob und Henrik zwei der drei Ingebrigtsen-Brüder auch auf der Langstrecke wieder mit dabei. Nicht unter den Teilnehmern war dagegen der in den letzten Jahren überaus erfolgreiche Brite Mo Farah. In den Toppveranstaltungen auf Weltniveau fanden sich abgesehen von Farah in der Vergangenheit fast ausschließlich afrikanische Läufer. Hier waren die Europäer unter sich und hatten die Chance, sich mit guten Leistungen zu präsentieren. Der Ausgang des Rennens war sehr offen.
Es wurde von Beginn an ein gleichmäßiges Tempo mit 1000-Meter-Abschnitten von knapp über 2:40 min gelaufen. Die Führungsarbeit wechselte immer wieder, das Feld blieb lange zusammen, vierzehn Läufer bildeten an der 4000-Meter-Marke noch ohne größere Abstände die Spitzengruppe. An dieser Stelle wurde das Rennen allerdings erheblich schneller. Der erst 17-jährige Jakob Ingebrigtsen, tags zuvor bereits Sieger über 1500 Meter, drückte nun aufs Tempo und das Feld fiel auseinander. Folgen konnten zunächst nur noch Henrik Ingebrigtsen, Vierter auf der Mittelstrecke, der Franzose Morhad Amdouni, der Italiener Yemaneberhan Crippa, der Brite Marc Scott, der Türke Polat Kemboi Arıkan und der als Athlet unter neutraler Flagge startende Rinas Achmadejew. Jakob Ingebrigtsen ließ nicht locker und setzte sich in der letzten Runde gemeinsam mit seinem Bruder Henrik ab. In der Zielkurve musste schließlich auch Henrik Ingebrigtsen abreißen lassen, Jakob Ingebrigtsen lief ungefährdet seinem zweiten Europameistertitel entgegen. Henrik Ingebrigtsen holte sich nach seinem vierten Platz auf dieser Strecke bei den letzten Europameisterschaften die Silbermedaille. Bronze ging an Morhad Amdouni, der vier Tage zuvor Europameister über 10.000 Meter geworden war. Die Abstände hatten sich auf der letzten Runde deutlich vergrößert, aber die Läufer, die in der zwei Runden vor Schluss siebenköpfigen Spitzengruppe gelegen hatten, machten die weiteren Platzierungen unter sich aus. Yemaneberhan Crippa, Bronzemedaillengewinner über 10.000 Meter, wurde Vierter vor Marc Scott, Polat Kemboi Arıkan und Rinas Achmadejew. Rang acht belegte der Schweizer Julien Wanders.

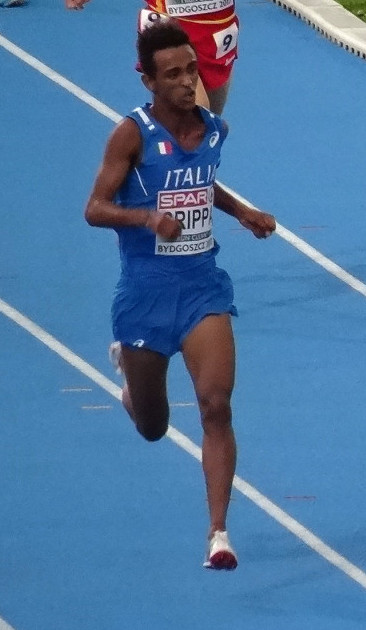
Yemaneberhan Crippa – Platz vier
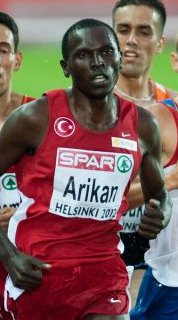
Polat Kemboi Arıkan – Rang sechs
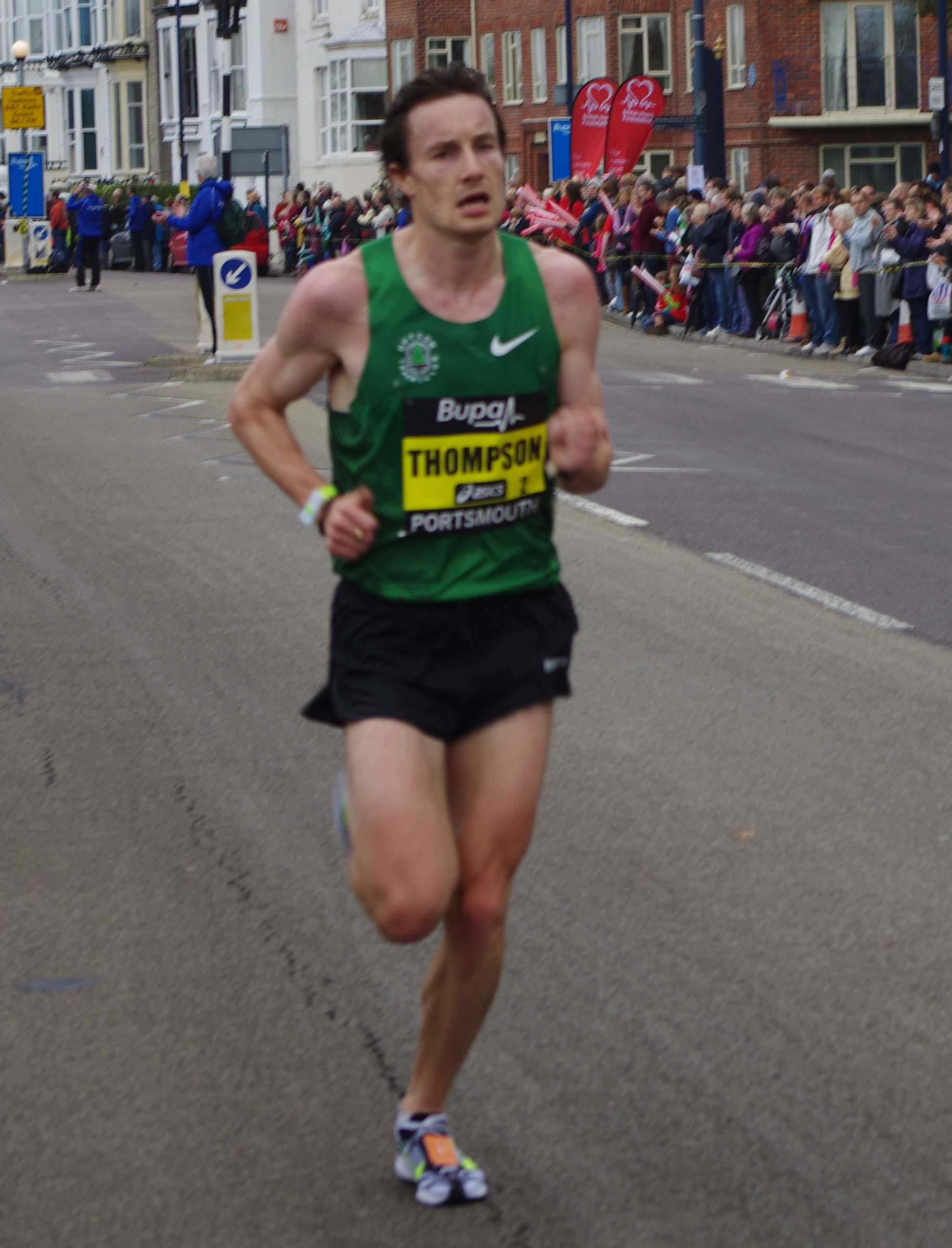
Chris Thompson – Platz neun
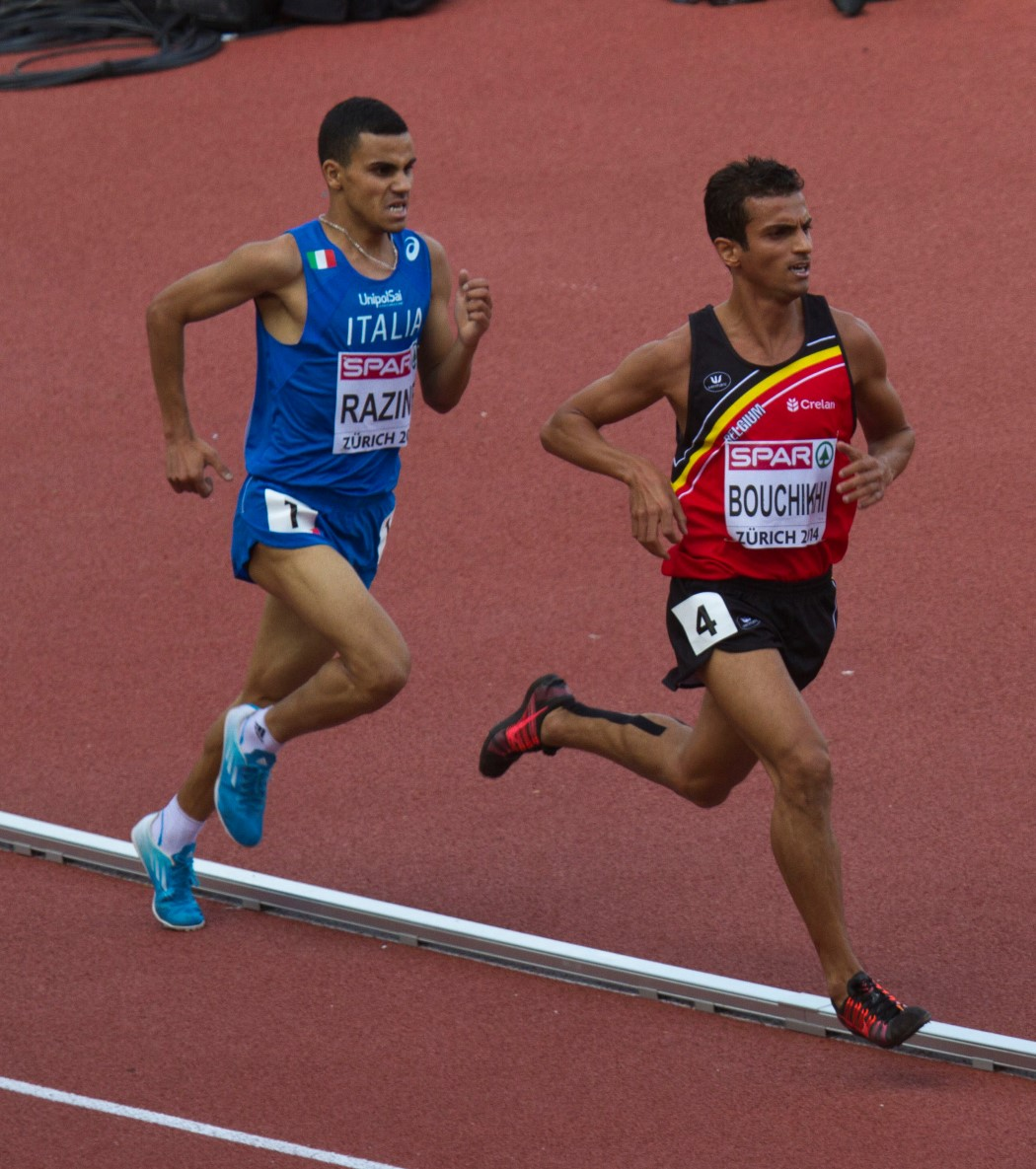
Soufiane Bouchikhi (rechts) – Platz zehn

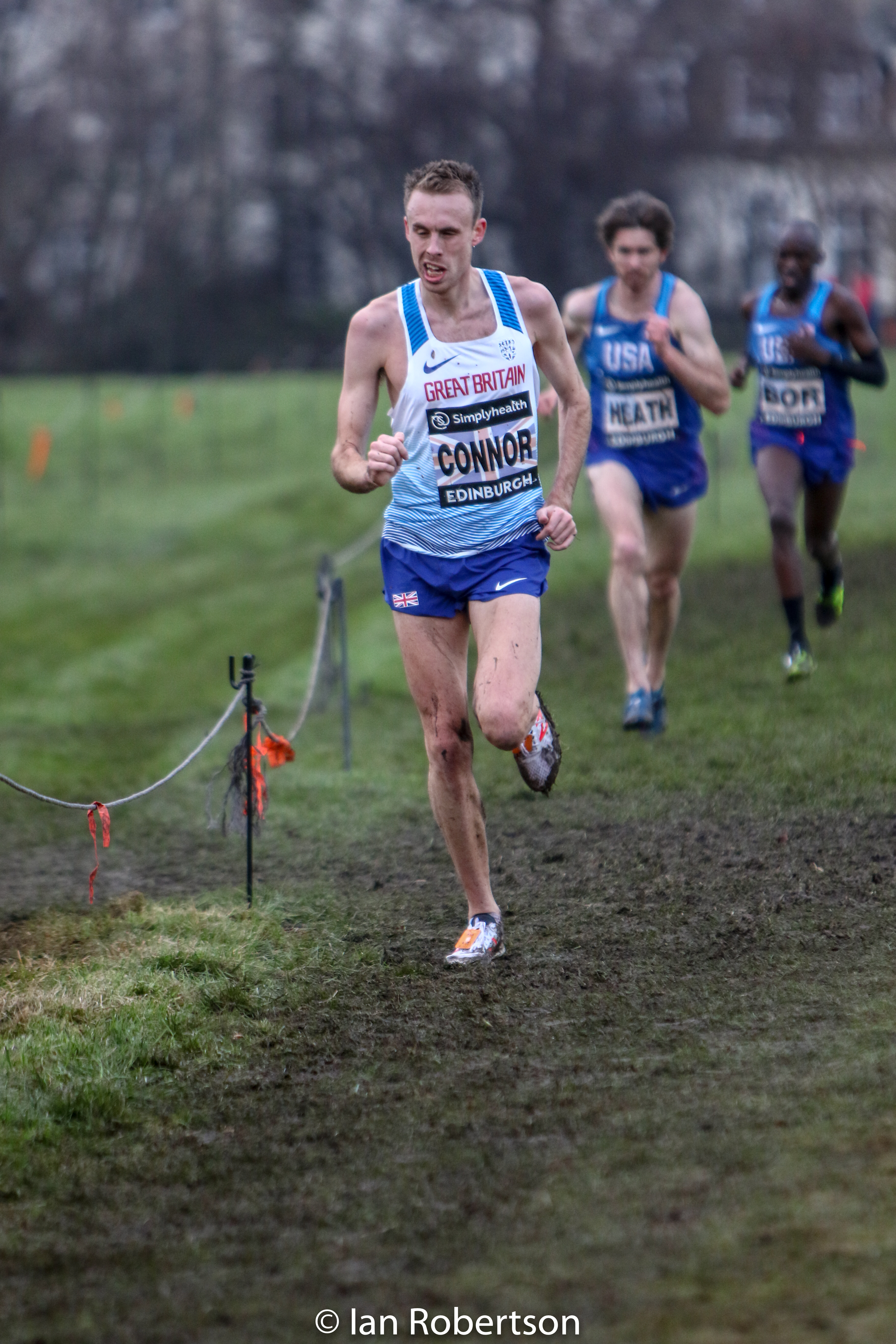
Ben Connor (hier bei einem Crosslauf) – Platz elf
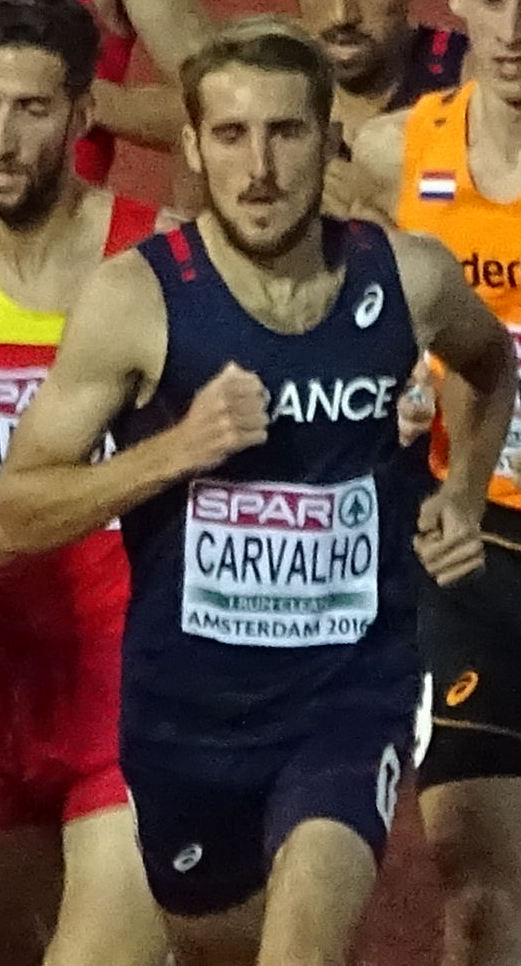
Florian Carvalho – Platz zwölf
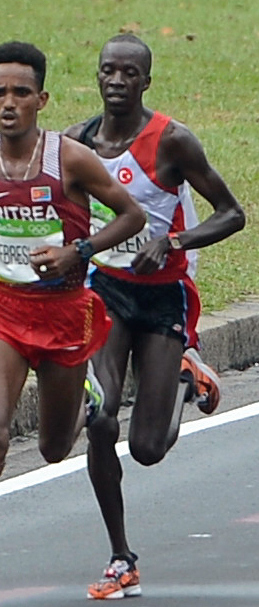
Kaan Kigen Özbilen (rechts) – Platz vierzehn
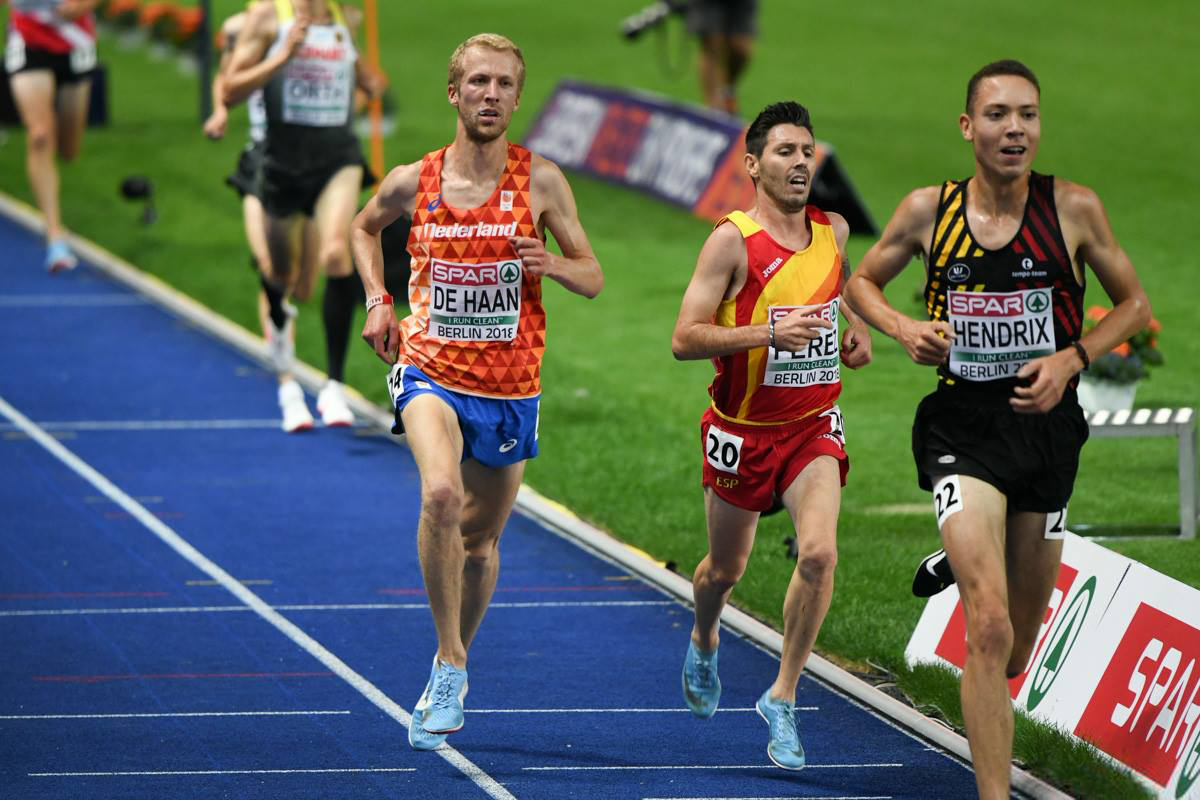
Robin Hendrix – Platz fünfzehn / Juan Pérez – Platz sechzehn / Ben Rainero de Haan – am Ende Zwanzigster

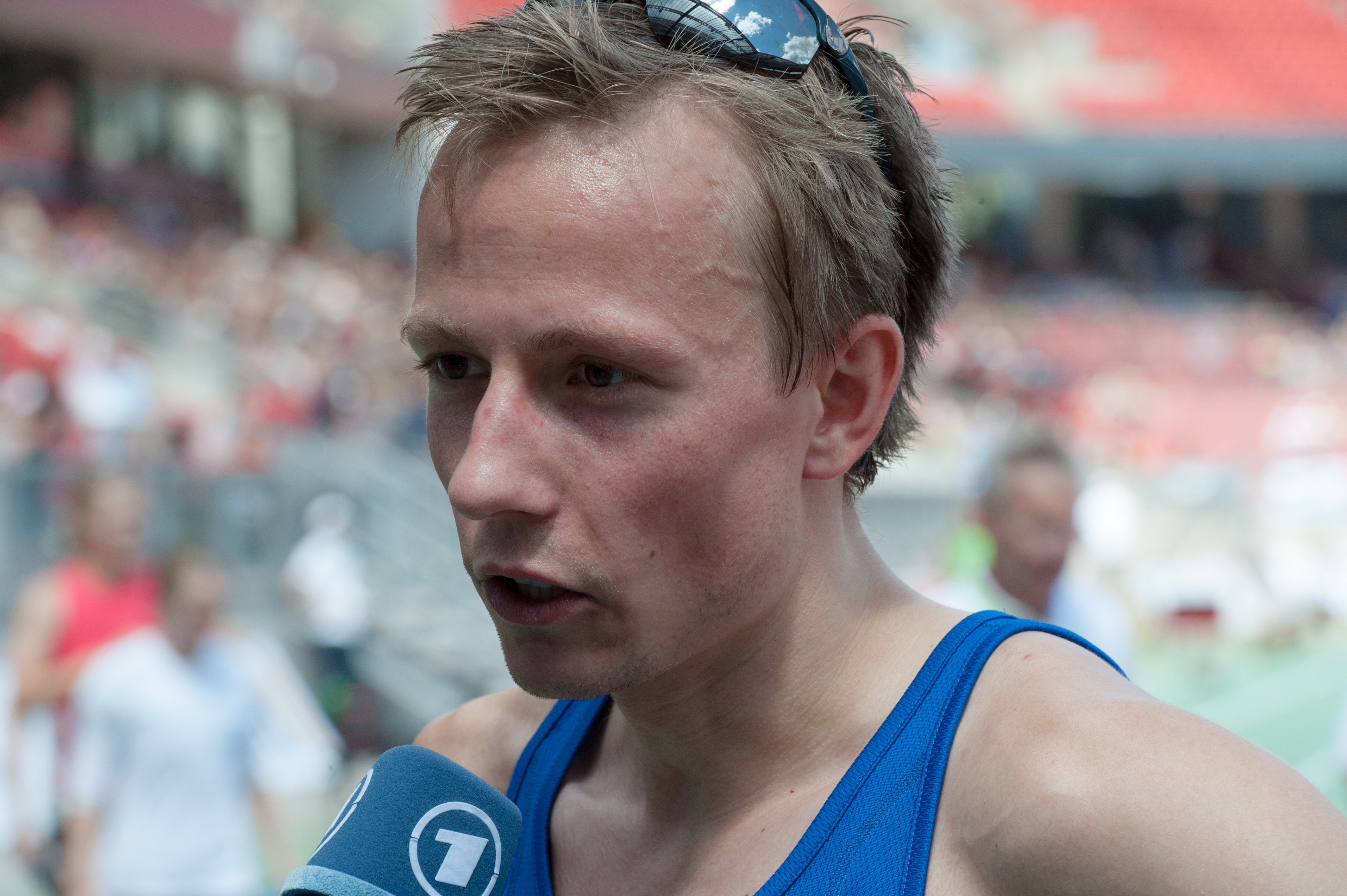
Florian Orth – Platz siebzehn
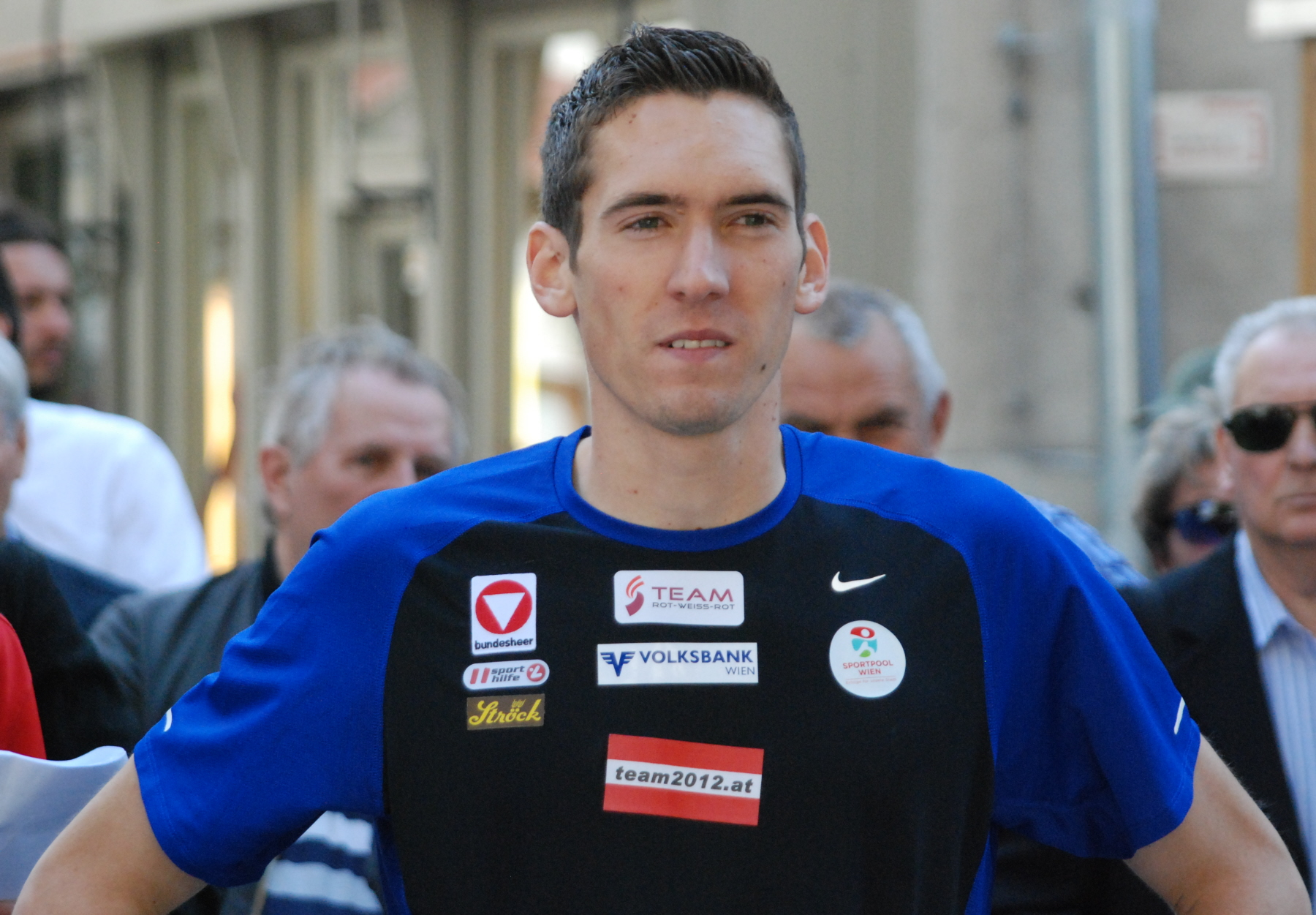
Andreas Vojta – Platz neunzehn
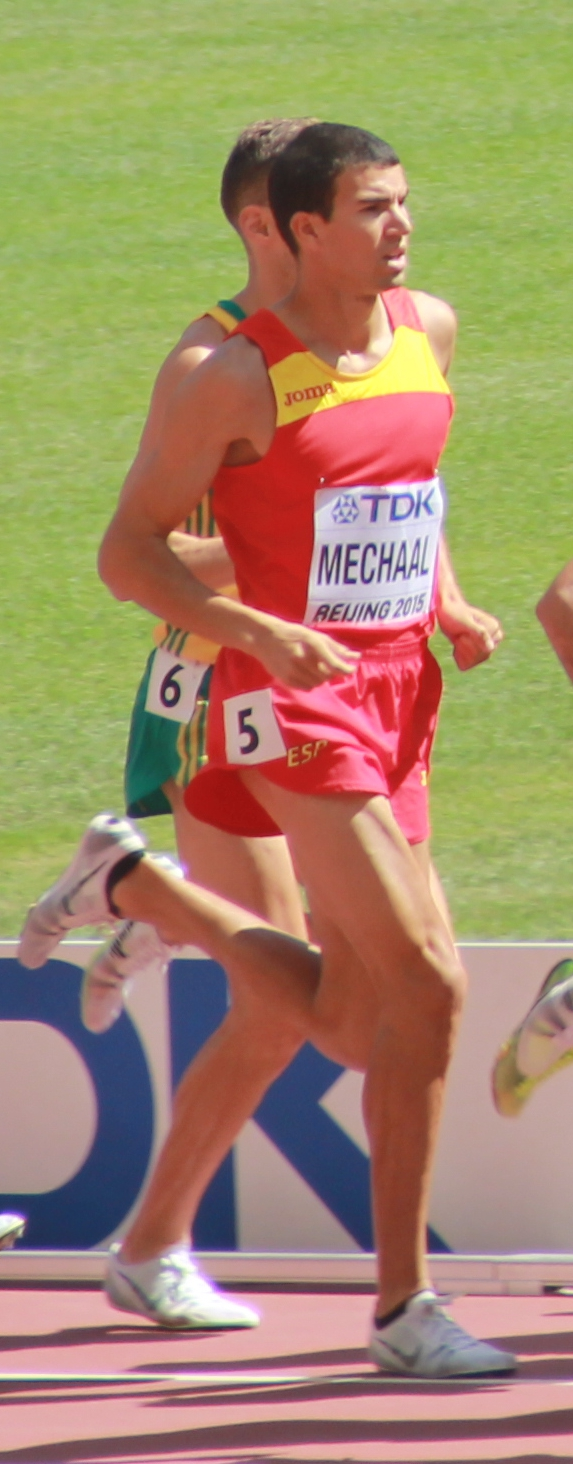
Adel Mechaal – Rennen nicht beendet
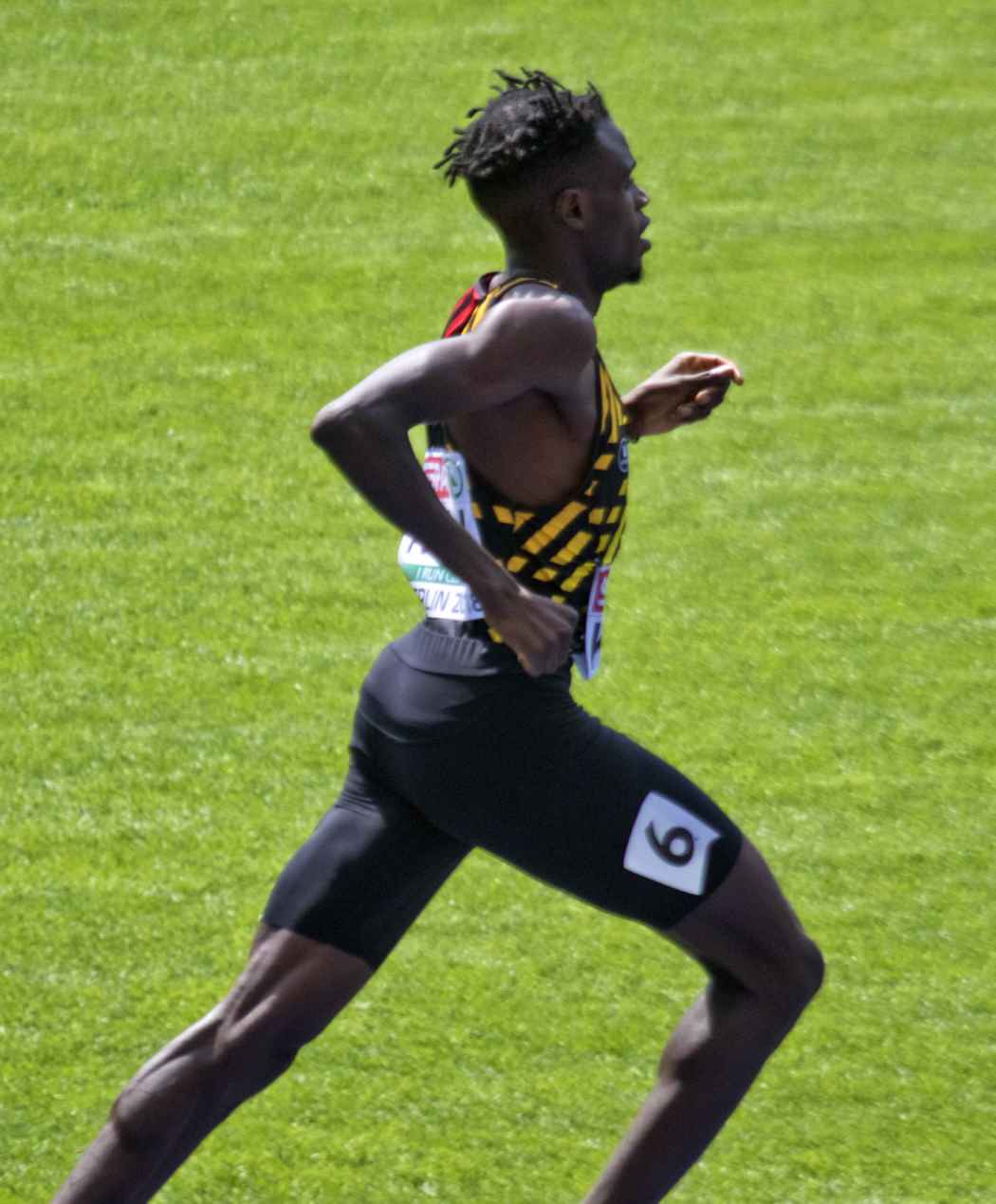
Isaac Kimeli – disqualifiziert